# Lago Towada
O Lago Towada (em japonês 十和田湖, Towada-ko) é o maior lago de cratera na ilha de Honshu no Japão. Localizado nas províncias de Akita e Aomori, estende-se por uma área de 62,2 km², a 400 m de altitude e tem como efluente o rio Oirase.
O lago Towada é o 12.º maior lago do Japão, tendo águas com uma cor azul viva devido à sua profundidade e sendo um destino turístico popular.